# 梦桐
刘静（1976年3月30日—），主持名梦桐，天津人，毕业于中国传媒大学，现在是中国中央电视台中文国际频道的主持人。

## 生平
1976年，梦桐出生在天津市，在中国传媒大学毕业。1997年，梦桐担任香港回归72小时直播的主持人，后一直担任《中国新闻》、《环球时讯》、《海峽兩岸》的主持人。

## 奖项
中国播音政府奖。